# شوی آن لند
شوی آن لند (انگلیسی: Shui On Land) شرکت املاک چینی است، که در سال ۲۰۰۴ تأسیس شد.